# Hutch Dano
Hutchings Royal „Hutch” Dano (n. 21 mai 1992) este un actor de film american. Este cel mai bine cunoscut pentru rolul lui Zeke din Zeke & Luther. S-a născut în Santa Monica, California. Și-a început cariera la
vârsta de 5 ani. Hutch a mai fost invitat în O viață minunată pe punte atât în sezonul 1 cât și în sezonul 3 în Twister Part 2 în rolul lui Moose; a jucat alături de Selena Gomez în Ramona and Beezus, dar și în Fratele lider, rolul principal, Alex. El este fiul lui Rick Dano și nepotul lui Royal Dano(decedat în 1994-Hutch avea vârsta de 2 ani).În seriale mai serioase, a fost invitat în 2010 în Law and Order:Los Angeles și în 2011 în White Collar.
| Film         | Film                   | Film                | Film |  |
| Year         | Film                   | Role                | Other notes |  |
| ------------ | ---------------------- | ------------------- | --- |  |
| 2010         | Fratele Lider          | Alex/Doamna Zamboni | Finish |  |
| Film         |                        |                     | |  |
| Year         | Film                   | Role                | Other notes |  |
| 2010         | Ramona și Beezus       | Henry Huggins       | ' |  |
| Television   |                        |                     | |  |
| Year         | Television series      | Role                | Other notes |  |
| 2009         | The Suite Life on Deck | Moose               | Episode: "Mulch Ado About Nothing" |  |
| 2009-present | Zeke & Luther          | Zeke                | Disney XD series main role |  |
| Commercials  |                        |                     | |  |
| Year         | Commercial             | Role                | Other notes |  |
| 1997         | N/A                    | N/A                 | Booked when he was 5 years old. |  |
| Music Videos |                        |                     | |  |
| Year         | Music Video            | Role                | Other notes |  |
| 2009         | Can't Touch This       | Zeke/El însuși      | Daniel Curtis Lee did a remake of the MC Hammer song with Zeke and Luther co-star Adam Hicks. The song's music video was released June 29 on Disney XD. |  |
| 2010         | In The Summertime      | Zeke/El însuși      | |  |